# Gaj, Kovin
Gaj (izvirno srbsko Гај) je naselje v Srbiji, ki upravno spada pod Občino Kovin; slednja pa je del Južnobanatskega upravnega okraja.

## Demografija
V naselju živi 2540 polnoletnih prebivalcev, pri čemer je njihova povprečna starost 39,0 let (37,9 pri moških in 40,1 pri ženskah). Naselje ima 989 gospodinjstev, pri čemer je povprečno število članov na gospodinjstvo 3,34.
To naselje je, glede na rezultate popisa iz leta 2002, v glavnem srbsko, a v času zadnjih treh popisov je opazno zmanjšanje števila prebivalcev.
|  |

| Demografija | Demografija     | Demografija     |
| Leto        | Št. prebivalcev | Št. prebivalcev |
| ----------- | --------------- | --------------- |
|             |                 |                 |
|             |                 |                 |
|             |                 |                 |
|             |                 |                 |
| 1948        | 3139            |                 |
| 1953        | 3275            |                 |
| 1961        | 3532            |                 |
| 1971        | 3701            |                 |
| 1981        | 3661            |                 |
| 1991        | 3432            | 3347            |
| 2002        | 3510            | 3302            |
|             |                 |                 |

| Etnična sestava po popisu iz leta 2002 | Etnična sestava po popisu iz leta 2002 | Etnična sestava po popisu iz leta 2002 | Etnična sestava po popisu iz leta 2002 | Etnična sestava po popisu iz leta 2002 |
| -------------------------------------- | -------------------------------------- | -------------------------------------- | -------------------------------------- | -------------------------------------- |
| Srbi                                   | Srbi                                   |                                        | 2.619                                  | 79,31%                                 |
| Romi                                   | Romi                                   |                                        | 191                                    | 5,78%                                  |
| Čehi                                   | Čehi                                   |                                        | 137                                    | 4,14%                                  |
| Madžari                                | Madžari                                |                                        | 120                                    | 3,63%                                  |
| Romuni                                 | Romuni                                 |                                        | 32                                     | 0,96%                                  |
| Hrvati                                 | Hrvati                                 |                                        | 8                                      | 0,24%                                  |
| Makedonci                              | Makedonci                              |                                        | 8                                      | 0,24%                                  |
| Jugoslovani                            | Jugoslovani                            |                                        | 8                                      | 0,24%                                  |
| Vlahi                                  | Vlahi                                  |                                        | 4                                      | 0,12%                                  |
| Črnogorci                              | Črnogorci                              |                                        | 3                                      | 0,09%                                  |
| Slovaki                                | Slovaki                                |                                        | 2                                      | 0,06%                                  |
| Nemci                                  | Nemci                                  |                                        | 1                                      | 0,03%                                  |
| Neznano                                | Neznano                                |                                        | 23                                     | 0,69%                                  |